# 北方町 (横浜市)
北方町（きたがたちょう）は、神奈川県横浜市中区の町名。現行行政地名は北方町1丁目から北方町2丁目（字丁目）。住居表示未実施区域。

## 地理
中区の東部に位置し、北と北東に山手町、東に小港町、南に本牧元町、西に千代崎町と接している。

## 歴史

### 沿革
かつて横浜市に編入前のこの場所は、久良岐郡本牧村大字北方であった。
- 1901年（明治34年）4月1日 - 横浜市に編入。横浜市北方町となる[6]。
- 1927年（昭和2年）10月1日 - 横浜市の区制施行により、中区を新設。横浜市中区北方町となる[7]。
- 1928年（昭和3年）9月1日 - 北方町の一部を麦田町、上野町、千代崎町へ編入[8]。
- 1933年（昭和8年）4月1日 - 北方町の一部を本牧町、小港町、西之谷町、本郷町、立野へ編入[9]。
- 1936年（昭和11年）11月1日 - 北方町の一部を諏訪町、妙香寺台、上野町へ編入[10]。

## 世帯数と人口
2025年（令和7年）6月30日現在（横浜市発表）の世帯数と人口は以下の通りである。
| 丁目        | 世帯数  | 人口    |
| ----------- | ------- | ------- |
| 北方町1丁目 | 528世帯 | 1,049人 |
| 北方町2丁目 | 265世帯 | 499人   |
| 計          | 793世帯 | 1,548人 |

### 人口の変遷
国勢調査による人口の推移。
| 年                 | 人口  |
| ------------------ | ----- |
| 1995年（平成7年）  | 1,683 |
| 2000年（平成12年） | 1,607 |
| 2005年（平成17年） | 1,600 |
| 2010年（平成22年） | 1,529 |
| 2015年（平成27年） | 1,421 |
| 2020年（令和2年）  | 1,403 |

### 世帯数の変遷
国勢調査による世帯数の推移。
| 年                 | 世帯数 |
| ------------------ | ------ |
| 1995年（平成7年）  | 735    |
| 2000年（平成12年） | 727    |
| 2005年（平成17年） | 729    |
| 2010年（平成22年） | 718    |
| 2015年（平成27年） | 689    |
| 2020年（令和2年）  | 700    |

## 学区
市立小・中学校に通う場合、学区は以下の通りとなる（2024年11月時点）。
| 丁目        | 番・番地等 | 小学校             | 中学校               |
| ----------- | ---------- | ------------------ | -------------------- |
| 北方町1丁目 | 全域       | 横浜市立北方小学校 | 横浜市立仲尾台中学校 |
| 北方町2丁目 | 全域       | 横浜市立北方小学校 | 横浜市立仲尾台中学校 |

## 事業所
2021年現在の経済センサス調査による事業所数と従業員数は以下の通りである。
| 丁目        | 事業所数 | 従業員数 |
| ----------- | -------- | -------- |
| 北方町1丁目 | 7事業所  | 20人     |
| 北方町2丁目 | 8事業所  | 22人     |
| 計          | 15事業所 | 42人     |

### 事業者数の変遷
経済センサスによる事業所数の推移。
| 年                 | 事業者数 |
| ------------------ | -------- |
| 2016年（平成28年） | 18       |
| 2021年（令和3年）  | 15       |

### 従業員数の変遷
経済センサスによる従業員数の推移。
| 年                 | 従業員数 |
| ------------------ | -------- |
| 2016年（平成28年） | 56       |
| 2021年（令和3年）  | 42       |

## その他

### 日本郵便
- 郵便番号：231-0865[3]（集配局：横浜港郵便局[20]）

### 警察
町内の警察の管轄区域は以下の通りである。
| 丁目        | 番・番地等 | 警察署     | 交番・駐在所 |
| ----------- | ---------- | ---------- | ------------ |
| 北方町1丁目 | 全域       | 山手警察署 | 見晴通交番   |
| 北方町2丁目 | 全域       | 山手警察署 | 見晴通交番   |